# Бутера
Бутѐра (на италиански: Butera, на сицилиански Vutera, Вутера, от арабски بوتيرة Бутирах) е малко градче и община в Южна Италия, провинция Калтанисета, автономен регион и остров Сицилия. Разположено е на 402 m надморска височина. Населението на общината е 4897 души (към 2012 г.).